# 3-Methyl-2-pentanon
3-Methyl-2-pentanon (auch Methyl-sec-butylketon genannt) ist eine organische chemische Verbindung aus der Gruppe der Ketone. Es ist ein Isomer zu 2-Hexanon und 3-Hexanon.

## Gewinnung und Darstellung
Es ist darstellbar durch Oxidation von 3-Methyl-2-pentanol.
Ebenfalls möglich ist die Darstellung durch Hydrierung von 3-Methyl-3-penten-2-on.

## Stereochemie
3-Methyl-2-pentanon ist chiral und enthält ein Stereozentrum, es gibt also zwei Stereoisomere, das (R)-3-Methyl-2-pentanon und das (S)-3-Methyl-2-pentanon. Wenn in diesem Artikel oder in der wissenschaftlichen Literatur 3-Methyl-2-pentanon ohne Präfix erwähnt wird, ist stets das Racemat (RS)-3-Methyl-2-pentanon, also ein 1:1-Gemisch aus (R)-3-Methyl-2-pentanon und (S)-3-Methyl-2-pentanon, gemeint.

## Verwendung
3-Methyl-2-pentanon kann als Zwischenprodukt zur Herstellung anderer chemischer Verbindungen (wie zum Beispiel Filberton) verwendet werden.